# 新西蘭經濟
新西蘭經濟屬市場經濟，十分依賴國際貿易，主要貿易夥伴為澳大利亞、歐盟、美國、中國大陸和日本。它的製造業和高技術產業規模不大，主要產業為旅遊業和第一產業（農業等）。過去幾十年的自由市場改革，取消了外商投資的許多障礙。世界銀行在2005年將新西蘭列為世界上最方便營商的國家。

## 簡介
傳統上，新西蘭的經濟依賴第一產業的產品，如羊毛、肉類和奶製品。約1920至1930年代後期，奶製品出口通常佔其出口總額的35％左右，在某些年份更高達45％。1950年代，這些產品的需求殷切，新西蘭經濟從而受惠。然而，其後這些商品價格下降，1973年英國加入歐洲經濟共同體，亦影響新西蘭與英國的貿易，從1970年至1990年，新西蘭的經調整人均國內生產總值的相對購買力，從經合組織平均水平的約115％，下降到80％。

## 自由化
自1984年以來，新西蘭政府進行了重大的經濟結構調整，由依賴英國給予優惠市場准入的農業經濟，轉型到成為更工業化、可以在全球競爭的自由市場經濟。這種發展推動了實際收入，擴大和深化工業的技術能力，並遏抑通貨膨脹的壓力。自1990年起，人均國內生產總值逐步追上較大型西歐經濟體的水平，但兩者仍然有差距。新西蘭對貿易十分依賴，其增長前景很受亞洲、歐洲、美國的經濟表現影響。
1985年和1992年間，新西蘭的經濟增長了4.7％，但同一期間，經合組織國家平均增長28.2％。從1984-1993年，通貨膨脹平均每年為9％，兩次新西蘭的信用評級下降，外債翻了兩番。1986年和1993年間，失業率從3.6％上升到11％。
有效的農業系統是新西蘭的出口支柱。領先的農業出口產品包括肉類、奶製品、林產品、水果和蔬菜、魚和羊毛。新西蘭是烏拉圭回合貿易談判的直接受益者，受惠行業包括農業和一般的乳製品行業。該國擁有大量的水電，亦有可觀的天然氣儲備。領先的製造業有食品加工、金屬加工、木材和紙製品。一些製造業如汽車裝配已完全消失，製造業在經濟中的重要性是在普遍下降。

## 展望和挑戰
新西蘭的收入水平，在20世紀70年代的經濟危機之前較大部分西歐國家( 如西班牙，愛爾蘭）高，比英國，法國略遜壹籌；但自此也從來沒有恢復。例如，新西蘭的人均國內生產總值少於西班牙，約為美國的60％左右。新西蘭的經常帳赤字約國內生產總值的8-9％，但其公共債務則只占國內生產總值的21.2％（2006年，估計），這比起許多發達國家為低。然而，在1984和2006年之間，淨外債增加11倍，約1820億紐元。適度的公共債務和較大的淨對外債務，反映大部分的淨對外債務是由私營機構持有。

## 歷史
1900-1970年代，新西蘭的經濟政策傾向施行保護、監管和補貼。1960年代，新西蘭的貿易表現開始轉差，主要是由於來自英國的出口收入下降。1955年新西蘭有65.3％的出口輸至英國，隨着英國加入歐洲經濟共同體，這一比例在1973年6月結的一年，已下降到26.8％。
1980-1990年代，新西蘭進行了經濟改革。自1984年以來，政府消除包括農業在內的補貼、開放進口法規、容許匯率自由浮動、取消利率、工資和價格控制，又降低邊際稅率。從緊的貨幣政策和着力減少政府預算赤字，使通貨膨脹率從1987年的18％以上的年增長率逐步下降。放鬆管制創造了一個非常方便營商的規管架構。2008年，世界銀行的全球商業友好國家中，新西蘭排第2名。

## 外部連結
- OECD New Zealand country page （页面存档备份，存于） and OECD Economic Survey of New Zealand （页面存档备份，存于）
- Ministry of Business, Innovation and Employment （页面存档备份，存于）
- Statistics New Zealand （页面存档备份，存于）
- World Bank Trade Summary – New Zealand （页面存档备份，存于）